# Marand (Iran)
Marand (persisch مرند) ist die Hauptstadt des Verwaltungsbezirk Marand in der Provinz Ost-Aserbaidschan in Iran. 2016 hatte die Stadt ca. 131.000 Einwohner. Moritz von Kotzebue und August von Haxthausen beschrieben beide lokale Legenden, welche die Grabstätte von Noahs Frau in Marand platzierten. Beide Autoren behaupteten, dass der Name der Stadt „die Mutter liegt hier“ bedeute und sich auf Noahs Frau beziehe.

## Bevölkerungsentwicklung
| Jahr | Einwohnerzahl |
| ---- | ------------- |
| 1991 | 85.253        |
| 1996 | 96.396        |
| 2006 | 114.841       |
| 2011 | 124.323       |
| 2016 | 130.825       |

## Klima
Das Klimaklassifizierungssystem von Köppen-Geiger klassifiziert das Klima als semiarides Klima (BSk). Die durchschnittliche Temperatur liegt bei 11,4 Grad.

## Geschichte
Die Geschichte der Stadt reicht bis in die vorislamische Zeit zurück. Während der Zeit des armenischen Königreichs wurde Marand Bakurakert genannt. Zwischen 815 und 850 wurde Marand von Mohammad ibn Ba'ith kontrolliert, der in erheblichem Maße die persische Kultur verbreitete.

## Wirtschaft
Die Bevölkerung ist vorwiegend in Industrie und Handel tätig und es gibt auch eine kleine Lebensmittelindustrie.

## Söhne und Töchter der Stadt
- Aboutaleb Talebi (1945–2008), Ringer